# Sebastián Keitel
Sebastián Keitel Bianchi (* 14. Februar 1973 in Santiago de Chile) ist ein ehemaliger chilenischer Sprinter, der sich auf die 200-Meter-Distanz spezialisiert hat. Er ist bis heute Inhaber der chilenischen Landesrekorde über 100 und 200 Meter und siegte 1994 über 200 Meter bei den Südamerikaspielen. Mit dem Gewinn der Bronzemedaille über dieselbe Distanz bei den Hallenweltmeisterschaften 1995 feierte er seinen größten sportlichen Erfolg. Zudem wurde er 1997 Südamerikameister im 100-Meter-Lauf. Nach seiner sportlichen Laufbahn kandidierte er für das chilenische Parlament und ist aktuell Senator der Región del Biobío.

## Karriere

### Sportliche Laufbahn
Erste internationale Erfahrungen sammelte Sebastián Keitel im Jahr 1991, als er bei den Juniorensüdamerikameisterschaften in Asunción in 48,8 s die Silbermedaille im 400-Meter-Lauf gewann und über 200 Meter in 22,6 s den vierten Platz belegte. Zudem gewann er mit der chilenischen 4-mal-400-Meter-Staffel in 3:27,4 min die Bronzemedaille. Anschließend belegte er bei den Südamerikameisterschaften in Manaus in 48,37 s den sechsten Platz über 400 Meter und gelangte mit der Staffel mit 3:14,41 min auf Rang fünf. Im Jahr darauf siegte er in 21,5 s im 200-Meter-Lauf bei den Juniorensüdamerikameisterschaften in Lima und sicherte sich dort zudem in 48,8 s die Silbermedaille über 400 Meter. Anschließend schied er bei den Juniorenweltmeisterschaften in Seoul mit 21,44 s im Halbfinale über 200 Meter aus. 1993 belegte er bei den Südamerikameisterschaften in Lima in 10,95 s den fünften Platz im 100-Meter-Lauf und gelangte über 200 Meter mit 21,4 s ebenfalls auf Rang fünf. Zudem siegte er mit der 4-mal-100-Meter-Staffel in 40,20 s gemeinsam mit Juan Francisco Cobo, Álvaro Prenafeta und Carlos Bernardo Moreno und sicherte sich mit der 4-mal-400-Meter-Staffel in 3:09,1 min gemeinsam mit Álvaro Prenafeta, Carlos Morales und Alejandro Krauss die Bronzemedaille hinter den Teams aus Brasilien und Kolumbien. Im Jahr darauf siegte er in 20,43 s und 46,72 s über 200 und 400 Meter bei den Ibero-Amerikanischen Meisterschaften in Mar del Plata und kam mit der 4-mal-100-Meter-Staffel nicht ins Ziel, während sie mit der 4-mal-400-Meter-Staffel in 3:08,27 min den vierten Platz belegte. Anschließend siegte er in 20,1 s über 200 Meter bei den Südamerikaspielen in Valencia und gewann dort in 46,01 s auch die Silbermedaille über 400 Meter hinter dem Kolumbianer Wenceslao Ferrín. Zudem siegte er in 39,67 s und 3:0692 min auch in beiden Staffelbewerben. 1995 gewann er bei den Hallenweltmeisterschaften in Barcelona in 20,98 s die Bronzemedaille über 200 Meter hinter dem Norweger Geir Moen und Troy Douglas aus Bermuda. Im März gewann er bei den Panamerikanischen Spielen in Mar del Plata in 20,55 s die Bronzemedaille hinter dem Kubaner Iván García und Andrew Tynes von den Bahamas und anschließend belegte er bei der Sommer-Universiade in Fukuoka in 21,14 s den achten Platz. Im Jahr darauf siegte er bei den Ibero-Amerikanischen Meisterschaften in Medellín in 10,13 s sowie in 20,53 s über 100 und 200 Meter und anschließend schied er über 200 Meter bei den Olympischen Sommerspielen in Atlanta mit 20,96 s in der ersten Runde aus. Zudem war er Fahnenträger Chiles bei der Eröffnungsveranstaltung der Spiele.
1997 schied er bei den Hallenweltmeisterschaften in Paris mit 21,17 s im Halbfinale über 200 Meter aus und anschließend siegte er in 10,30 s über 100 Meter bei den Südamerikameisterschaften in Mar del Plata. Zudem gewann er über 200 Meter in 21,13 s die Silbermedaille hinter dem Brasilianer Claudinei da Silva und sicherte sich mit der 4-mal-100-Meter-Staffel in 40,08 s gemeinsam mit Pablo Almeida, Ricardo Roach und Carlos Bernardo Moreno die Silbermedaille hinter dem brasilianischen Team. Daraufhin schied er bei den Weltmeisterschaften in Athen mit 20,96 s im Viertelfinale über 200 Meter aus, ehe er bei den Studentenweltspielen in Catania in 20,89 s den sechsten Platz belegte. Zudem kam er dort über 100 Meter im Semifinale nicht ins Ziel. Im Jahr darauf verteidigte er bei den Ibero-Amerikanischen Meisterschaften in Lissabon seine Titel über 100 und 200 Meter und stellte mit 10,10 s einen neuen Landesrekord über 100 Meter auf, während er über 200 Meter in 20,16 s sehr dicht an seine Rekordmarke  aus demselben Jahr heranlief. Im September belegte er beim IAAF Continentalcup in Johannesburg in 20,62 s den sechsten Platz über 200 Meter und wurde mit der Südamerikaauswahl in 38,33 s Vierter in der 4-mal-100-Meter-Staffel. 1999 gewann er bei den Südamerikameisterschaften in Bogotá in 10,13 s die Silbermedaille über 100 Meter hinter dem Brasilianer André da Silva und anschließend musste er sich bei den Panamerikanischen Spielen in Winnipeg in 20,82 s über 200 Meter dem Brasilianer Claudinei da Silva sowie dem US-Amerikaner Curtis Perry geschlagen geben. Daraufhin schied er bei den Weltmeisterschaften in Sevilla mit 20,90 s in der ersten Runde über 200 Meter aus. Im Jahr darauf gewann er bei den Ibero-Amerikanischen Meisterschaften in Rio de Janeiro in 10,42 s die Bronzemedaille über 100 Meter hinter dem Brasilianer Vicente de Lima und Luis Alberto Pérez Rionda aus Kuba und über 200 Meter musste er sich in 20,77 s nur den Brasilianern Claudinei da Silva und Andre da Silva geschlagen geben. Zudem gewann er mit der 4-mal-100-Meter-Staffel in 39,90 s die Bronzemedaille hinter den Teams aus Brasilien und Kuba. 2002 gelangte er bei den Ibero-Amerikanischen Meisterschaften in Guatemala-Stadt mit 10,43 s auf den siebten Platz über 100 Meter und 2005 schied er bei den Südamerikameisterschaften in Cali mit 21,50 s im Vorlauf aus. 2007 kam er bei den Südamerikameisterschaften in São Paulo mit 21,70 s in der Vorrunde über 200 Meter aus und belegte mit der Staffel in 40,82 s den siebten Platz, woraufhin er seine aktive sportliche Karriere im Alter von 34 Jahren beendete.

### Persönliche Bestleistungen
- 100 Meter: 10,10 s (+2,0 m/s), 26. April 1988 in São Leopoldo (chilenischer Rekord)
- 200 Meter: 20,15 s (+0,4 m/s), 17. Mai 1998 in Santiago de Chile (chilenischer Rekord)
  - 200 Meter (Halle): 20,98 s, 11. März 1995 in Barcelona (chilenischer Rekord)
- 400 Meter: 46,01 s, 24. November 1994 in Valencia

### Politische Karriere
2012 trat er als unabhängiger Kandidat mit der Unterstützung durch Renovación Nacional bei den Kommunalwahlen in Santiago an. 2017 wurde er Mitglied der liberal-ausgerichteten Partei Evópoli, trat aus dieser 2023 wegen Differenzen mit Parteichefin Gloria Hutt aber wieder aus. Bei der Präsidentschafts- und Parlamentswahl in Chile 2017 im November wurde er für den Wahlkreis 9 im Umland der Hauptstadt Santiago zum Abgeordneten gewählt und war somit bis März 2022 Mitglied der Abgeordnetenkammer. Bei der Präsidentschafts- und Parlamentswahl in Chile 2021 trat er diesmal für den Senat an und wurde dort für die Region Bío-Bío zum Senator gewählt.

## Persönliches
Sebastián Keitel wuchs in einer deutschstämmigen Familie mit starkem Bezug zur Leichtathletik auf. Bereits sein Vater Alberto Keitel sowie sein Großvater und seine Großmutter María Cristina Böcke waren für Chile als Leichtathleten aktiv. Auch seine Tochter Elisa Keitel (* 2001) ist als Leichtathletin aktiv. 1991 zog er für ein Jahr in die Vereinigten Staaten, ehe er ein Sportstudium an der Universidad Blass Cañas, der heutigen Universidad Católica Silva Henríquez absolvierte. 2003 erwarb er eine Zertifizierung als Sportmasseur und 2004 erhielt er die Zulassung als Leichtathletiktrainer. 2009 schloss er ein weiteres Studium für Marketing, Management und Sportkommunikation an der Universidad Gabriela Mistral ab.